# Branislav Škripek
Branislav Škripek (ur. 30 sierpnia 1970 w Pieszczanach) – słowacki teolog i polityk, poseł do Rady Narodowej, deputowany do Parlamentu Europejskiego VIII kadencji.

## Życiorys
Po ukończeniu średniej szkoły mechanicznej pracował jako opiekun niepełnosprawnej młodzieży. Ukończył następnie studia z zakresu teologii katolickiej, zaangażował się w działalność w ramach grup chrześcijańskich. Zajął się organizacją spotkań religijnych dla młodzieży, wydawaniem czasopisma branżowego, inicjowaniem kampanii promujących wiarę. Zawodowo pracował jako tłumacz.
W wyborach w 2012 uzyskał mandat posła do Rady Narodowej z ramienia ugrupowania Zwyczajni Ludzie. W 2014 został z listy tego ugrupowania wybrany do Europarlamentu VIII kadencji. W 2016 objął funkcję przewodniczącego Europejskiego Chrześcijańskiego Ruchu Politycznego, którym kierował do 2021. W 2019 współtworzył nowe chadeckie ugrupowanie pod nazwą Kresťanská únia. W 2023 związał się natomiast z Ruchem Chrześcijańsko-Demokratycznym. W tym samym roku z ramienia tej formacji ponownie wybrany do Rady Narodowej.